# چاشکینو
چاشکینو (انگلیسی: Chashkino) یک شهرک در شهرستان کالتاسینسکی استان باشقیرستان کشور روسیه است.